# Mecseki Hargita
Mecseki Hargita (Budapest, 1944. március 13.) szobrász- és grafikusművész.

## Tanulmányai
1958-tól 1962-ig a Képző- és Iparművészeti Gimnázium festő szakán, majd 1966 és 1970 között a Magyar Képzőművészeti Főiskola szobrász szakán tanult Szabó Iván és Barcsay Jenő mesterektől. 1970-ben megszerezte művészettanári diplomáját. 1974-ben elnyerte a Fiatal Képzőművészek Stúdiója ösztöndíját.

## Művészete
Szobraihoz leggyakrabban kő, samott, és bronz alapanyagot használ, a rajtuk látható patinát a redukciós égetés adja. Képeit általában farostra, rétegelt lemezre készíti, vegyes technikával (gouasche olajtempera stb.). Grafikái egyedileg készülnek lavírozott tus-technikával tussal, tollal papírra.
Alkotásainak fő témája a szeretet-szerelem kérdésköre, a lírai emberábrázolás, a lelki tartalmak, a hit köré csoportosuló kérdések. Nagy hatással van rá a klasszikus görög és az egyiptomi szobrászat időtlen fensége, ezzel őrizve a hagyományos értékrend elemeit.

## Kiállításai (válogatás)
| - 1983: Orion kiállítóterem, Budapest - 1988: Móló Galéria, Fonyód - 1990, 1991, 1992: Városi Galéria, Neuenstadt, Németország - 1998: Erdős Renée Ház, Budapest - 1998: Hilton Szálló, Dominikánus-udvar, Budapest - 1998: Miko Galéria, Neuenstadt, Németország - 1999: Volksbank, Möckmühl, Németország - 1999: Hilton Szálló, Dominikánus-kerengő, Budapest - 2000: Csigaház Galéria, Budapest - 2000: Festetics-kastély, Keszthely - 2000: Ketrec Galéria, Budapest - 2000: Rákoskerti Művelődési Klub, Budapest - 2001: Kóka Ferenc Művészeti Alapítvány Galériája - 2002: Újpest Galéria, Budapest - 2002: Bad Wimp Fen Jager Galéria, Németország - 2003: Archaika Galéria, Budatétény | - 1970: Vásárhelyi Őszi Tárlat, Tornyai János Múzeum, Hódmezővásárhely - 1987: Képzőművészeti kiállítás, Bari, Olaszország - 1988-tól rendszeres kiállítások Rákosmente képzőművészeivel a Dózsa Művelődési Házban és az Erdős Renée Házban - 1995-től a Csigaház Galériában, Budapest - 1997: Nemzetközi Egyházi Kiállítás, Pompei, Olaszország - 1997-től „A Reménység 2000 éve” c. kortárs képzőművészeti kiállítás-sorozat (Budapest, Eger, Kecskemét) - 2001: „Emese álma” kiállítás, Magyarok Háza, Budapest - 2001: Képzőművészeti kiállítás a Magyar Kultúra Alapítvány székházában, Budapest - 2002: A Szinyei Merse Pál Társasággal kollektív kiállítás, Művészeti Malom, Szentendre |

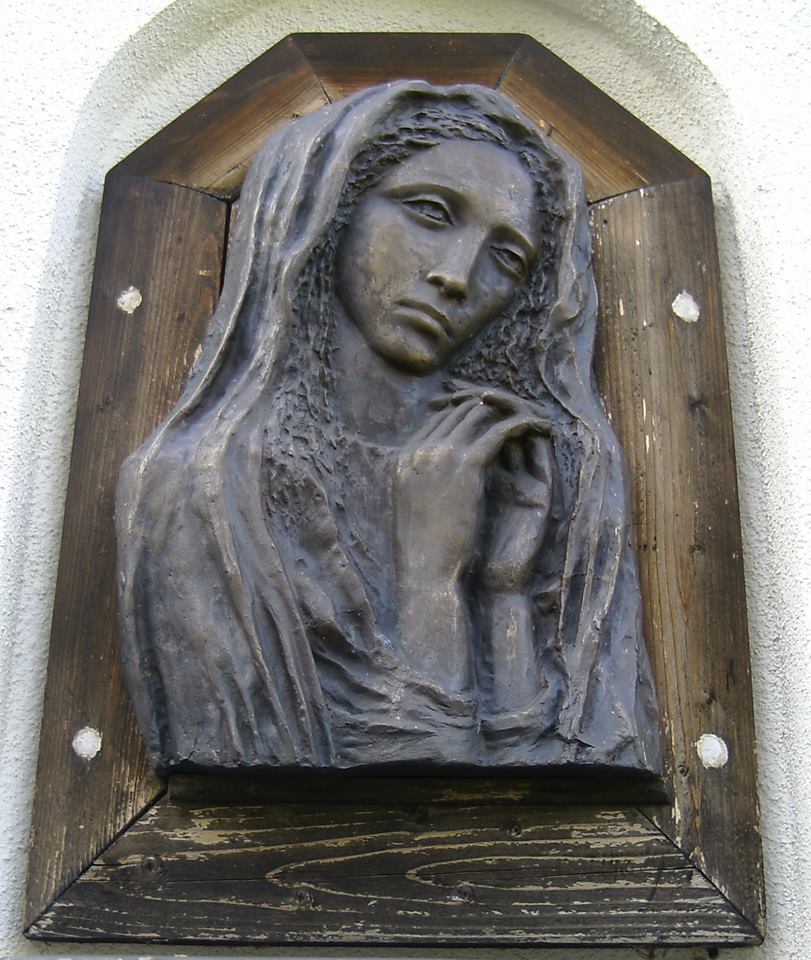
Madonna relief Zamárdiban, a kántorlakás homlokzatán

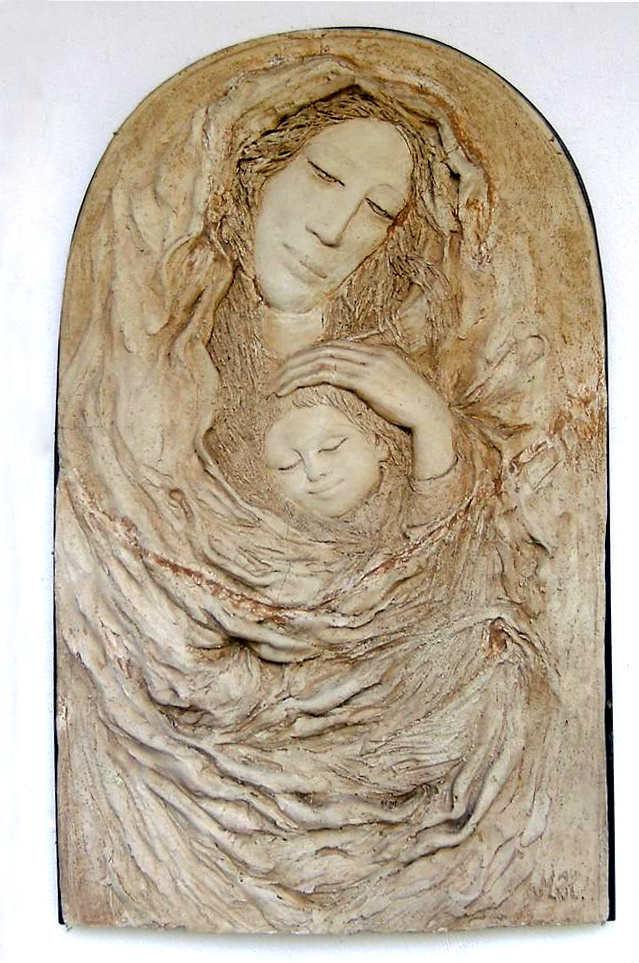
Mária a kis Jézussal - terrakotta Zamárdiban, az üdülőtelepi kápolna szabadtéri liturgikus terében

### Közterületen, köztulajdonban lévő munkák
- Tűnődő (1983, mészkő, Budapest XVII., Kaszáló tér)
- Kós Károly (samott, mellszobor, Kós Károly Gimnázium, Budapest)
- Ádám Jenő (bronz relief, Ádám Jenő Zeneiskola, Budapest)
- Szimbolikus nőalak (bronz dombormű, síremlék, Pécel)
- Vándordíj (bronz relief márványon, a fővárosi helyesírási verseny díja)
- Sárpataki László (bronz emléklap, Magyar Képzőművészeti Szakközépiskola, Budapest)
- Mária a gyermek Jézussal (samott-márvány, Öregek otthona, Pécel)
- Piéta (samott-fa, a Piarista Kollégium kápolnája, Budapest)
- Ballada (samott-fa, XVII. kerületi Polgármesteri Hivatal, Bp.)
- Mária (samott-márvány, XVII. kerületi Polgármesteri Hivatal, Bp.)
- Gecser Lujza-emlékmű (2013, mészkő-samott, Budapest XI., Zólyomi út 44.)
- Szerelmespár (2013, bronz, Zamárdi, Szabadság tér 4. - házasságkötő terem)
- Mária a kis Jézussal (terrakotta, Zamárdi, Petőfi Sándor utca 9. - az üdülőtelepi kápolna szabadtéri liturgikus terében)
- Madonna relief (2009, bronz, Zamárdi, Petőfi Sándor utca - a gondnoki-kántori lakás homlokzatán)
- Múzsák / Három grácia (2011, Budapest XVII., Pesti út 167. - önkormányzat épülete mögött)
- Cantata Profana (2010, bronz-fa, Budapest XVII., Hunyadi utca 50. - Rákoshegyi Bartók Zeneház)

## Magánélete
Budapesten, a XVII. kerületben él és alkot. 2003-ban a művészeti közéletben való intenzív közreműködésért megkapta a Rákoscsabáért díjat. 2004-ben Rákoscsaba díszpolgára címet kapott.